# Klaus Hepp
Klaus Hepp (Kiel, 1936) é um físico teórico suíço nascido na Alemanha.
Trabalha principalmente no campo da teoria quântica de campos.